# Werner von Orseln

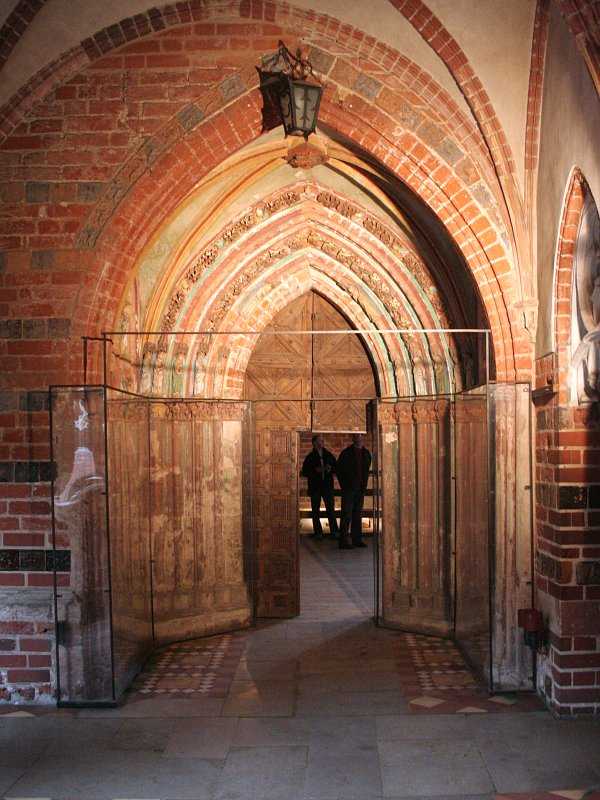
Złota Brama na zamku w Malborku, gdzie 18 listopada 1330 roku Jan von Endorf dokonał udanego zamachu na życie wielkiego mistrza Wernera von Orseln

Werner von Orseln (ur. ok. 1280, zm. 18 listopada 1330 w Malborku) – wielki mistrz zakonu krzyżackiego w latach 1324–1330.

## Życiorys
Pochodził z rodu wójtów Ursel pod Frankfurtem. Nie wiadomo dokładnie, kiedy wstąpił do zakonu krzyżackiego. Pierwsza wzmianka o nim pochodzi z 1312 roku, kiedy pełnił urząd komtura Ragnety. Od 1314 roku był wielkim komturem i komturem Malborka. Podczas zamachu stanu w państwie krzyżackim w 1317 roku opowiedział się po stronie wielkiego mistrza Karola z Trewiru i razem z nim udał się na wygnanie do Niemiec. Wrócił do Prus w 1319 roku i od tej pory pełnił rolę rezydenta wielkiego mistrza. Prowadził rozmowy pojednawcze i przywrócił dyscyplinę hierarchiczną we władzach zakonu. Po śmierci Karola z Trewiru 16 lipca 1324 roku decyzją kapituły generalnej wybrany został wielkim mistrzem. Natychmiast po wyborze zmuszony był podjąć się rokowań z Polską.
Te niczego jednak nie przyniosły i zakon krzyżacki rozpoczął przygotowania do wojny. Wielki mistrz zbudował koalicję antypolską złożoną z władców Mazowsza i Śląska oraz króla Czech. Pretekstem do rozpoczęcia działań wojennych stała się wyprawa wojsk króla Polski na księstwo płockie w 1327 roku. W odpowiedzi wielki mistrz nakazał podbój Kujaw i ziemi dobrzyńskiej.
Werner von Orseln jako zwierzchnik bractwa zakonnego bardzo dbał o życie duchowne. Mimo toczącej się wojny zorganizował dwa zjazdy duchowieństwa pruskiego i wydał wiele aktów administracyjnych będących podstawą ustroju zgromadzenia. W 1329 ogłosił tzw.Statuty orselnskie (Orselnsche Statuten) zawierające zasady i instrukcje dla braci zakonnych w celu poprawy ich duchowej posługi. Zachęcił także Piotra z Dusburga do napisania Kroniki Ziemi Pruskiej. Przeprowadził kolonizację Warmii.
Znaczącą uwagę poświęcał sprawom gospodarczym Zakonu. Stworzył Kasę Skarbu, która służyła do pokrywania wydatków wielkiego mistrza, co znacząco podniosło jego pozycję. Na terenie Cesarstwa stworzył także baliwaty-kamery wielkich mistrzów. Jednym z ich celów było świadczenie skarbcowi wielkiego mistrza określonych danin. Angażował się także w zakładanie nowych komturii zarówno w Prusach, jak i na Pomorzu Gdańskim.
Zmarł późnym wieczorem 18 listopada 1330 roku w Malborku wskutek ran odniesionych po zamachu na jego życie, którego dopuścił się obłąkany brat rycerz Jan von Endorf.

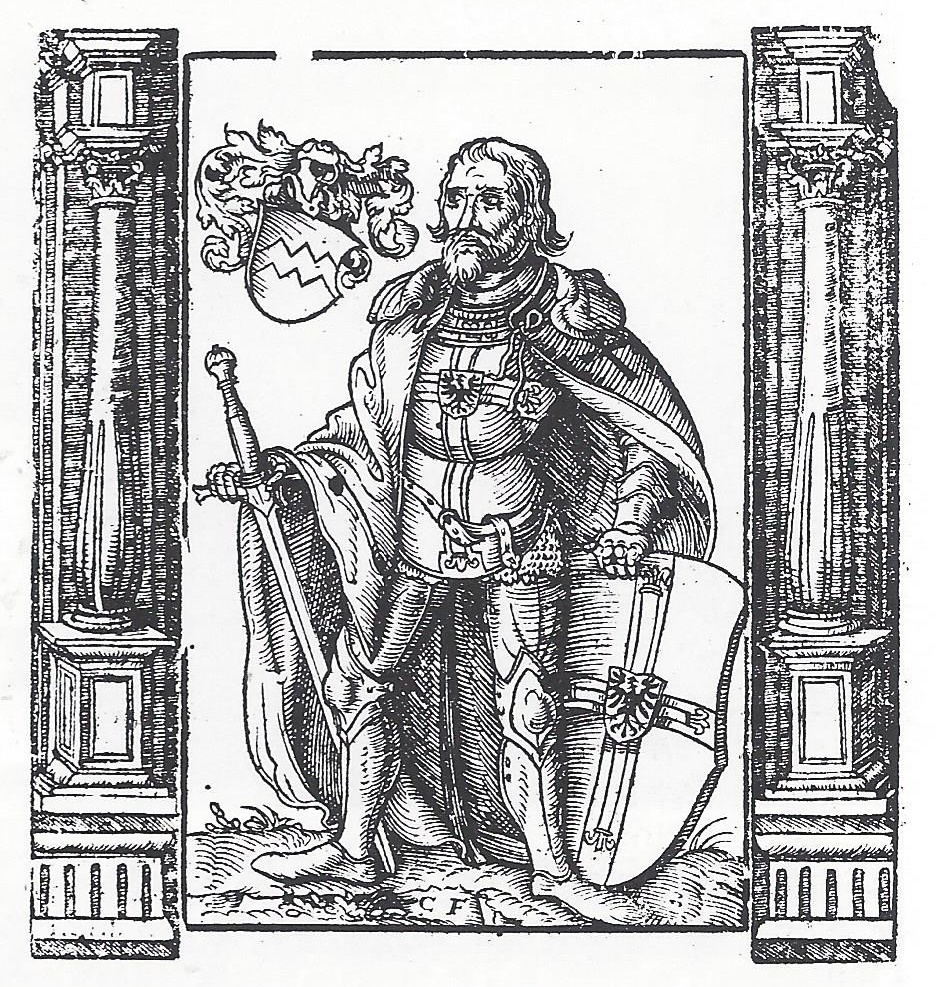
Werner von Orseln

Grób Mistrza Wernera znajduje się w katedrze św. Jana Ewangelisty w Kwidzynie. Pochowany został 19 listopada 1330 roku. Jego szczątki zostały poddane badaniom w latach 2007–2008 w związku z pracami archeologicznymi w prezbiterium świątyni. Kilka lat po pogrzebie, w jego krypcie umieszczono inskrypcję w języku niemieckim, brzmiącą: Meister Werner von Orseln starb nach Christi Geburt MCCC und in dem XXX Jahre.

## Kontrowersje dotyczące zamachu na życie Wernera von Orseln
Do dziś szczegóły śmierci Wernera von Orseln pozostają zagadką. Oficjalne dokumenty zakonu, a także pismo wystawione w dniu pogrzebu wielkiego mistrza przez biskupów pruskich wskazywały, że motywem zabójstwa, którego dopuścił się Jan von Endorf był stan psychiczny sprawcy (obłąkanie). Marcin Murinius w swojej XVI wiecznej Kronice Mistrzów Pruskich podaje jako przyczynę zabójstwa spór o konie, które Werner von Orseln miał odebrać zamachowcowi. Późniejsi historycy zakonu przyjmują, że przyczyną zamachu był nakaz opuszczenia przez Jana von Endorfa konwentu w Kłajpedzie, który wydał Werner von Orseln. Nakaz ten został wydany po tym, jak Jan groził swojemu komturowi nożem. Po przybyciu do Malborka, spotkał się on z Wernerem, który wydał mu rozkaz powrotu do Kłajpedy i odbycia pokuty. Jan nie wykonał jednak tego polecenia, pozostał na zamku i zaatakował wielkiego mistrza przed wejściem do kaplicy, zwanym „Złotą Bramą”. Zdołał zadać dwa ciosy nożem, które okazały się śmiertelne.
Według tradycji do zamachu na życie Wernera von Orseln 18 listopada 1330 roku miało dojść przed Złotą Bramą na Zamku Wysokim w Malborku.